# Canton d'Aulnay-sous-Bois-Sud
Le canton d'Aulnay-sous-Bois-Sud est une ancienne division administrative française située dans le département de la Seine-Saint-Denis et la région Île-de-France.
Il a intégré le canton d'Aulnay-sous-Bois lors du redécoupage cantonal de 2014 en France.

## Histoire

### Canton deSeine-et-Oise
Le canton d'Aulnay-sous-Bois du département de Seine-et-Oise a été créé en 1922.

### Canton de laSeine-Saint-Denis
Le canton a été créé par le décret du 20 juillet 1967, lors de la constitution du département de la Seine-Saint-Denis. Il était constitué par la partie sud de la commune d'Aulnay-sous-Bois
Un nouveau découpage territorial de la Seine-Saint-Denis entré en vigueur à l'occasion des premières élections départementales suivant le décret du 21 février 2014. Les conseillers départementaux sont, à compter de ces élections, élus au scrutin majoritaire binominal mixte. Les électeurs de chaque canton élisent au Conseil départemental, nouvelle appellation du Conseil général, deux membres de sexe différent, qui se présentent en binôme de candidats. Les conseillers départementaux sont élus pour 6 ans au scrutin binominal majoritaire à deux tours, l'accès au second tour nécessitant 12,5 % des inscrits au 1er tour. En outre, la totalité des conseillers départementaux est renouvelée. Ce nouveau mode de scrutin nécessite un redécoupage des cantons dont le nombre est divisé par deux avec arrondi à l'unité impaire supérieure si ce nombre n'est pas entier impair, assorti de conditions de seuils minimaux. En Seine-Saint-Denis, le nombre de cantons passe ainsi de 40 à 21.
Dans ce cadre, les deux cantons d'Aulnay-sous-Bois-Nord et Sud ont fusionné pour former le nouveau canton d'Aulnay-sous-Bois.

## Administration

### Liste des conseillers généraux
| Période   | Période          | Identité            | Étiquette                  | Qualité |
| --------- | ---------------- | ------------------- | -------------------------- | --- |
| 1967      | 1976             | Bernard Hernandez   | PCF                        | Adjoint au maire d'Aulnay-sous-Bois |
| 1976      | 1982             | Pierre Thomas       | PCF                        | Dessinateur industriel Maire d'Aulnay-sous-Bois (1977 → 1983)                                                                                     |
| 1982      | 1993 (démission) | Jean-Claude Abrioux | RPR                        | Inspecteur SNCF Maire d'Aulnay-sous-Bois (1983 → 2003) Député de la Seine-Saint-Denis (1993 → 2007) Démissionnaire pour cause de cumul de mandats |
| juin 1993 | 2008             | Michel Lacroix      | RPR puis UMP               | Adjoint au Maire d'Aulnay-sous-Bois (1989 → 2001)                                                                                                 |
| 2008      | 2015             | Jacques Chaussat    | UMP puis UDI-Parti radical | Conseiller municipal (2008 → 2014) et maire-adjoint (1983 → 2008, 2014 → ) d'Aulnay-sous-Bois                                                     |

### Élections cantonales de 2008
| Candidat         | Parti             | %     | Voix  |
| ---------------- | ----------------- | ----- | ----- |
| Jacques Chaussat | UMP-Parti radical | 50,02 | 4 237 |
| Alain Boulanger  | apparenté PRG     | 30,00 | 2 584 |
| Olivier Brusson  | MoDem             | 8,30  | 715   |
| Xavier Toulgoat  | PCF               | 11,47 | 988   |

### Élections cantonales de 2001
| Candidat         | Parti         | %     | Voix  |
| ---------------- | ------------- | ----- | ----- |
| Michel Lacroix   | RPR           | 41,39 | 3 322 |
| Alain Amédro     | Les Verts     | 19,11 | 1 534 |
| Michèle Flauw    | PCF           | 10,50 | 843   |
| Mireille Roset   | FN            | 9,80  | 787   |
| Philippe Milliau | MNR           | 5,34  | 429   |
| Billel Ouadah    | MDC           | 3,58  | 288   |
| Alain Boulanger  | Divers gauche | 3,57  | 287   |
| Yves Guillemot   | LO            | 3,51  | 282   |
| Daniel Jacob     | MPF           | 3,15  | 253   |

| Candidat       | Parti     | %     | Voix  |
| -------------- | --------- | ----- | ----- |
| Michel Lacroix | RPR       | 63,63 | 5 249 |
| Alain Amédro   | Les Verts | 36,36 | 2 999 |

### Élections cantonales de 1994
| Candidat        | Parti         | %     | Voix  |
| --------------- | ------------- | ----- | ----- |
| Michel Lacroix  | RPR           | 32,02 | 2 392 |
| Franck Landouch | FN            | 18,38 | 1 373 |
| Bernard Labbé   | PCF           | 16,68 | 1 246 |
| Claude Michel   | PS            | 14,21 | 1 062 |
| Thierry Sol     | Les Verts     | 6,93  | 518   |
| Daniel Jacob    | Divers droite | 5,27  | 394   |
| Ginette Pelaez  | MRG           | 2,83  | 212   |
| André Canovas   | MDC           | 2,11  | 158   |
| Guy Dorchies    | Divers droite | 0,78  | 59    |
| Daniel Potdevin | AP            | 0,74  | 56    |

| Candidat        | Parti | %     | Voix  |
| --------------- | ----- | ----- | ----- |
| Michel Lacroix  | RPR   | 67,51 | 4 181 |
| Franck Landouch | FN    | 32,48 | 2 012 |

### Élections cantonales de 1988
| Candidat            | Parti          | %     | Voix  |
| ------------------- | -------------- | ----- | ----- |
| Jean-Claude Abrioux | RPR            | 42,71 | 3 058 |
| Pierre Thomas       | PCF            | 24,76 | 1 773 |
| Claude Michel       | PS             | 17,13 | 1 227 |
| Guy Viarengo        | FN             | 8,03  | 575   |
| Henri Fabicki       | RPR dissident  | 3,03  | 217   |
| Paulette Michon     | Ecologiste     | 2,75  | 197   |
| Manuel Jimenez      | Extrême-gauche | 0,78  | 56    |
| Michèle Monfouga    | Extrême-gauche | 0,62  | 45    |
| René Pierre         | POE            | 0,15  | 11    |

| Candidat            | Parti | %     | Voix  |
| ------------------- | ----- | ----- | ----- |
| Jean-Claude Abrioux | RPR   | 59,22 | 4 650 |
| Pierre Thomas       | PCF   | 40,77 | 3 202 |

### Élections cantonales de 1982
| Candidat            | Parti      | %     | Voix  |
| ------------------- | ---------- | ----- | ----- |
| Jean-Claude Abrioux | RPR        | 44,57 | 4 519 |
| Pierre Thomas       | PCF        | 34,08 | 3 456 |
| Yvonne Louis        | PS         | 15,68 | 1 590 |
| Mantovani           | Ecologiste | 3,65  | 371   |
| André Cuzon         | PSU        | 2,00  | 203   |

| Candidat            | Parti | %     | Voix  |
| ------------------- | ----- | ----- | ----- |
| Jean-Claude Abrioux | RPR   | 50,75 | 5 493 |
| Pierre Thomas       | PCF   | 49,24 | 5 329 |

### Élections cantonales de 1976
| Candidat            | Parti          | %     | Voix  |
| ------------------- | -------------- | ----- | ----- |
| Pierre Thomas       | PCF            | 37,58 | 3 355 |
| Jean-Claude Abrioux | UDR            | 37,37 | 3 336 |
| J. Cordani          | PS             | 17,51 | 1 563 |
| André Cuzon         | Extrême-gauche | 3,11  | 278   |
| J. Lefierdebras     | Divers gauche  | 2,67  | 239   |
| R. Henriot          | MRG            | 1,73  | 155   |

| Candidat            | Parti | %     | Voix  |
| ------------------- | ----- | ----- | ----- |
| Pierre Thomas       | PCF   | 51,17 | 4 858 |
| Jean-Claude Abrioux | UDR   | 48,82 | 4 635 |

## Composition
Le canton d'Aulnay-sous-Bois-Sud ne recouvrait qu'une fraction de la commune d'Aulnay-sous-Bois définie, selon la toponymie du décret de 1967, comme la section sud de la commune d'Aulnay-sous-Bois délimitée par « l'axe de la rue du Préfet-Chaleil, l'axe de la rue Jules-Princet (jusqu'à la rue Aristide-Briand), l'axe de la rue Aristide-Briand, l'axe de l'avenue Anatole-France (jusqu'à la voie de chemin de fer), et la voie de chemin de fer ». Le nord était rattaché au canton d'Aulnay-sous-Bois-Nord.
| Communes                          | Population (2012) | Code postal | Code Insee |
| --------------------------------- | ----------------- | ----------- | ---------- |
| Aulnay-sous-Bois, commune entière | 81 880            | 93 600      | 93 005     |

## Démographie
| 1962 | 1968 | 1975 | 1982   | 1990   | 1999   | 2006   | 2011   | - | - |
| ---- | ---- | ---- | ------ | ------ | ------ | ------ | ------ | - | - |
| -    | -    | -    | 22 954 | 24 643 | 24 723 | 26 027 | 27 173 | - | - |